# Алмало (платформа)
Алмало — остановочный пункт Северо-Кавказской железной дороги в селе Алмало на линии Гудермес — Махачкала II - Порт. Располагается в Кумторкалинском районе Дагестана.
Строительство этой железнодорожной станции в 1897 году положило начало одноименному селу. Первоначально на станции жили несколько семей, обслуживавших железную дорогу.
Рядом со станцией расположены песчаные массивы с выдувами, богатые археологическими материалами.